# Chiesa di Santa Maria di Monteluce
La chiesa di Santa Maria Assunta di Monteluce è una chiesa di Perugia.

## Storia
La chiesa consacrata a Santa Maria Assunta con annesso convento fu sede della più antica comunità di Clarisse “Damianite” qui insediatesi nel secolo XIII. La sua storia ebbe inizio nel 1218, in seguito alla donazione del conte Glotto Monaldo, di un terreno che il nobile perugino cedette alla Chiesa per destinarlo ad alcune donne, che come Chiara di Assisi, erano attratte dall’ideale francescano. Nello stesso anno Giovanni, vescovo di Perugia, concesse l’autorizzazione a costruire la chiesa e il monastero. Nel 1219 il cardinale Ugolino di Anagni  futuro papa Gregorio IX, legittimò  la costruzione del monastero e approvò l'ordine di San Damiano delle Clarisse. 
Nel corso dei secoli XVI, XVII, XVIII, in seguito a donazioni, il Monastero di santa Maria di Monteluce fu il più ricco e prestigioso monastero femminile della città: le decorazioni pittoriche all'interno della chiesa ne sono una testimonianza.
In seguito alle demaniazioni postunitarie, la funzione di monastero cessò nel 1910, anno in cui iniziarono i lavori per la realizzazione del nuovo Ospedale Santa Maria della Misericordia, qui trasferito dall'antica sede di via Oberdan. Le clarisse quindi dovettero lasciare l'antica sede per trasferirsi a Sant'Erminio, mentre la chiesa divenne parrocchiale. 
Il monastero subì una radicale demolizione, a causa dell’insediamento dell'ospedale, dell’antica struttura è rimasto il loggiato e l’edificio adiacente, che, completamente trasformato, è stato sede per un secolo del pronto soccorso. Dall'inizio del 2000 fino al 2009, l'ospedale è stato trasferito gradualmente in periferia, nel polo unico di San Sisto, quindi è stata cambiata nuovamente la destinazione d'uso dell'area, divenuta attualmente sede di uffici comunali e zona residenziale. Con i nuovi lavori sono stati messi in luce i basamenti delle colonne dell'antico chiostro, la piazza su cui sorgeva il monastero ha preso il nome dell'ultima badessa di Monteluce: Cecilia Coppoli.
La chiesa, tuttora parrocchiale è  parte dell'arcidiocesi di Perugia-Città della Pieve ed è aperta al culto. 
La festività del 15 agosto, giorno dell’Assunta, veniva celebrata con la secolare Fiera di Monteluce e altri festeggiamenti, tornati in auge negli ultimi anni.

## Esterno
L’attuale facciata della chiesa, rivestita di formelle marmoree rosa entro inquadrature bianche, risale al 1451, anno del suo restauro.
Presenta il portale gemino medievale a sesto circolare con imposte lignee ad intagli tardo manieristici (XVI-XVII secolo) con raffigurazioni a rilievo dei Santi Francesco, Chiara e Bernardino. Lateralmente presenta dei contrafforti aggettanti, in pietra arenaria, come nella chiese di San Bevignate e Santa Maria di Valdiponte, conosciuta come Montelabbate. 
A destra del portale in corrispondenza del campanile, è una cappella rinascimentale un tempo affrescata da Anton Maria Fabrizi (XVIII secolo), oggi vi è un dipinto moderno di Nello Palloni che riproduce un dipinto del XIV secolo conservato in sacrestia. 

## Interno
L’interno è a navata unica con volta a tutto sesto poggiante su dodici pilastri. Nelle cappelle laterali  è un importante ciclo di affreschi del manierismo perugino, per l’espressività caricaturale è stato attribuito in parte al pittore Matteuccio Salvucci (XVII secolo), altre fonti locali propendono per i nomi di Francesco Vanni e di Giovanni Maria Bisconti,  considerato il forte divario stilistico tra gli affreschi, a tutt'oggi non si è in grado di fare delle attribuzioni certe.
Presenta un interessante repertorio iconografico in cui sono rappresentati, insieme a San Francesco e Santa Chiara, i promotori dell'Osservanza (movimento francescano che ripartiva dall’accentuazione della vita eremitica in povertà) sono illustrati i principi guida della spiritualità francescana: evangelismo, devozione mariana e spirito di penitenza.
Nella prima cappella di destra al centro è una crocifissione, affresco staccato attribuito a Fiorenzo di Lorenzo (fine secolo XV).
La parete di fondo dell'abside è decorata da un prospetto in stucco dorato di Valentino Carattoli (XVIII secolo), al cui interno  è dipinta L'incoronazione della Vergine, copia di Giovanni Silvagni (1831). Il dipinto sostituisce quello di Giulio Romano e Giovan Francesco Penni. L’opera originaria fu realizzata a Roma nel 1523-24 su disegni di Raffaello.  Nel 1797 fu requisita dai Francesi, restituita poi nel 1815, fu trattenuta nella Pinacoteca Vaticana, dove è tuttora conservata. La predella di questa, attribuita a Berto di Giovanni (XVI secolo), è oggi nella Galleria nazionale dell'Umbria.
In basso a destra è un bel tabernacolo in marmo di Francesco di Simone Ferrucci, con raffigurazione del Padre Eterno tra gli Angeli (1487). 
Era nella chiesa L'Adorazione dei Pastori di Fiorenzo di Lorenzo, anche questa fu requisita dai Francesi nel 1812, restituita nel 1817, attualmente è nella Galleria nazionale dell’Umbria.

## Sacrestia- ex coro delle monache
Da dietro al presbiterio si accede all’antico coro delle monache: una sala gotica con volte costolonate e affreschi di scuola umbro-senese del XIV secolo ed altri del XVII secolo. 
La parete breve verso la chiesa è decorata con affreschi del tardo Seicento raffiguranti la flagellazione e la derisione di Cristo. Al centro, entro una nicchia, è un piccolo crocifisso in legno scolpito. Nel registro inferiore, immagini di Santi e Incoronazione della Vergine (secolo XIV). 
La parete lunga presenta una teoria di affreschi trecenteschi con finalità chiaramente votive. Da sinistra a destra sono rappresentati: Stimmate di San Francesco, Sant'Onofrio eremita, San Michele Arcangelo, Battesimo di Cristo e quattro episodi di Santa Caterina. Tracce di affreschi sono anche sul registro superiore.
Un primo restauro ha riportato all'antico splendore le figure dei tre santi: Santa Caterina d’Alessandria, Sant’Eufemia e Sant’Eustachio. Accanto a questi tre riquadri, sono visibili altre figure che saranno restaurate.